# Cool Joke
Pour les articles homonymes, voir Joke.
Cool Joke est un groupe de Rock japonais. Leur activité fut tout d'abord centrée sur la région de la préfecture de Fukui. Ils sont maintenant connus à un niveau national, et une de leurs chansons, Undo, a été utilisé pour un des génériques du populaire anime Fullmetal Alchemist.